# セルカニアス
セルカニアス(Cercanías)はスペインの主要な大都市圏をカバーする通勤鉄道網の名称である。バレンシアやバルセロナではRodaliesと呼ばれる場合もある。運行は国営鉄道であるレンフェによって行われ、現在はオビエド、バルセロナ(FGCと共同)、ビルバオ、カディス、マドリード、マラガ、ムルシア、アリカンテ、サンタンデール、サン・セバスティアン、セビリア、バレンシアなど、11都市でセルカニアス網が整備されている。サラゴサでも計画中である。マドリード、バルセロナでは地下鉄網とも連携している。2004年に発生した、スペイン列車爆破事件ではマドリードではこの列車がテロの標的にされ、191名の犠牲者と2,000名近くの負傷者を出す大惨事となった。

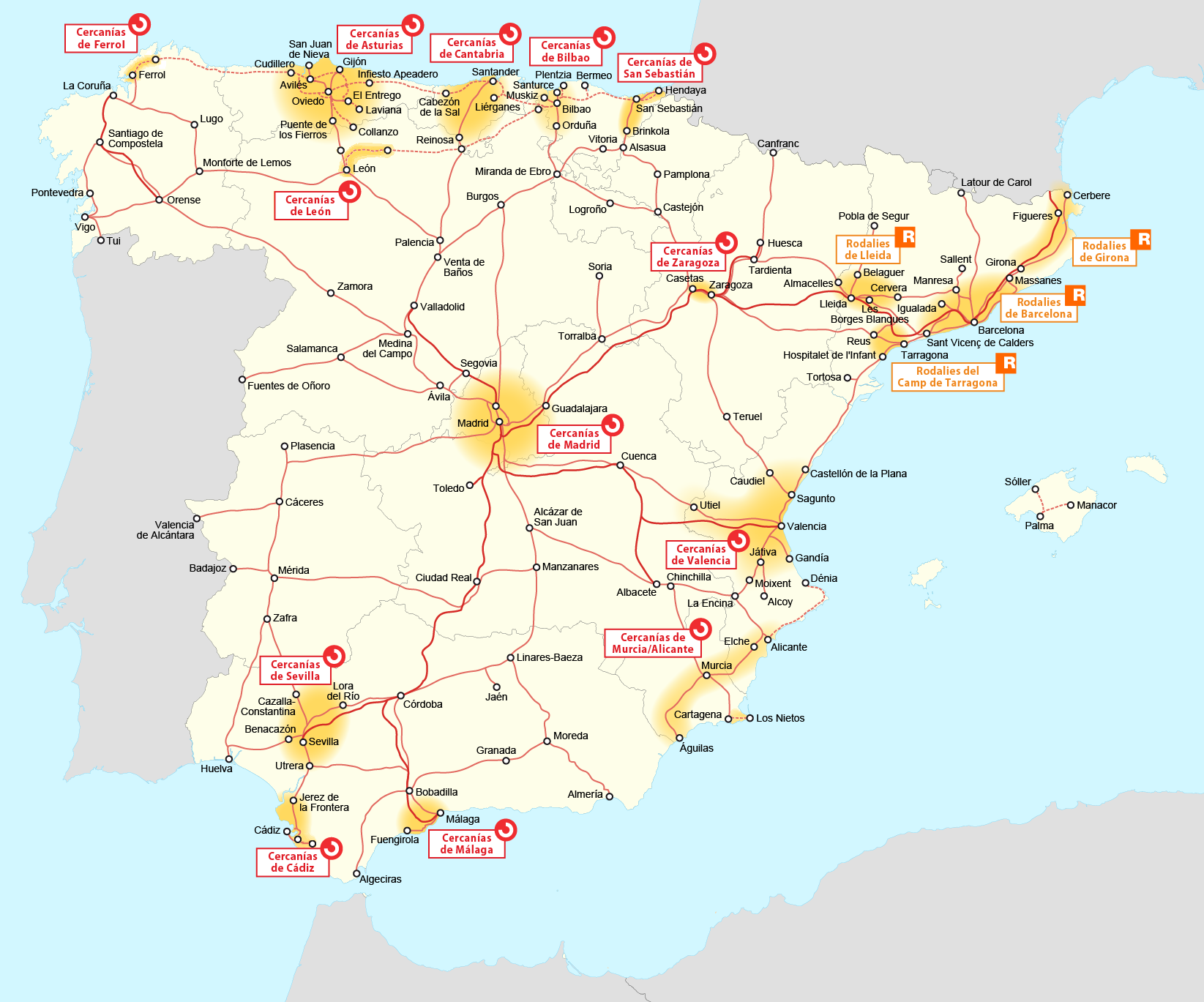
セルカニアスが導入されている都市

## セルカニアス一覧
- セルカニアス アストゥリアス
- セルカニアス バルセロナ
- セルカニアス ビルバオ
- セルカニアス カディス
- セルカニアス マドリード
- セルカニアス マラガ
- セルカニアス ムルシア/アリカンテ
- セルカニアス サンタンデール
- セルカニアス サン・セバスティアン
- セルカニアス セビリア
- セルカニアス バレンシア
- セルカニアス サラゴサ　2008年のサラゴサ国際博覧会開催に合わせて導入。

## 関連項目

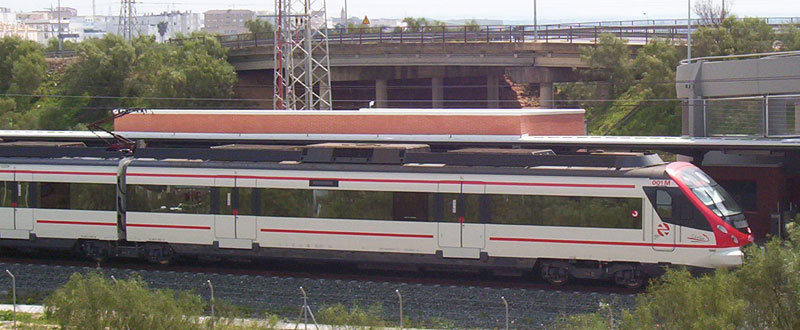
Cercanías 460形電車

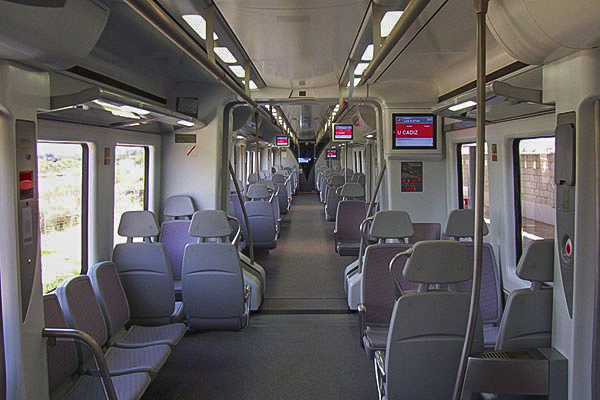
車内

### 計画中
- ア・コルーニャ・フェロル

## 使用車両
| 形式   | 使用地区                                                                                      |
| ------ | --------------------------------------------------------------------------------------------- |
| 440系  | サンタンデール                                                                                |
| 440R系 | アストゥリアス バルセロナ カディス マドリード マラガ サン・セバスティアン セビリア バレンシア |
| 446系  | ビルバオ マドリード マラガ セビリア                                                           |
| 447系  | バルセロナ マドリード バレンシア                                                              |
| 450系  | バルセロナ マドリード                                                                         |
| 451系  | バルセロナ                                                                                    |
| 592系  | ムルシア/アリカンテ バレンシア                                                                |
| Civia  | アストゥリアス バルセロナ カディス マドリード セビリア                                        |